# Stazione di Humanes
La stazione di Humanes è una fermata ferroviaria di Humanes de Madrid, sulla linea Madrid-Valencia de Alcántara.
Forma parte della linea C5 delle Cercanías di Madrid, di cui è capolinea.
Si trova tra calle del Ferrocarril e camino de la Fraila, nel comune di Humanes de Madrid, nella Comunità di Madrid.

## Storia
La stazione è stata inaugurata il 20 giugno 1876 con l'apertura del tratto Madrid - Torrijos della linea che collegava la capitale spagnola con Malpartida de Plasencia.
Chiusa negli anni 90, la stazione fu riaperta e incorporata nella rete di Cercanías nel mese di febbraio 2004.